# 那須塩原市立黒磯小学校
那須塩原市立黒磯小学校（なすしおばらしりつ くろいそしょうがっこう）は、栃木県那須塩原市豊町にある公立小学校。

## 沿革

### 年表
- 1875年5月 - 鍋掛宿日新館分校黒磯村化成舎として開校。
- 1892年10月5日 - 黒磯尋常小学校となる。
- 1941年3月31日 - 国民学校令により黒磯町国民学校と改称。
- 1947年4月1日 - 学制改革により黒磯町立黒磯小学校と改称。
- 1948年5月10日 - 埼玉分校開校。
- 1961年11月 - 校歌制定（創立70周年記念事業）
- 1964年
  - 3月31日 - 埼玉分校廃止。
  - 4月1日 - 黒磯町立埼玉小学校を分離。
- 1965年4月 - 黒磯町立鳥野目小学校を分離。
- 1970年11月 - 市制施行により黒磯市立黒磯小学校と改称。
- 1971年4月 - 黒磯市立稲村小学校を分離。
- 1972年4月 - 黒磯市立豊浦小学校を分離。
- 1978年4月 - 黒磯市立共英小学校を分離。
- 2005年1月 - 市町村合併により那須塩原市立黒磯小学校と改称。

## 教育方針
- 教育目標
  - 思いやりのある子
  - 進んで学ぶ子
  - 明るく元気な子

## 通学区域
通学区域は以下の通りである。
那須塩原市
- 本郷町
- 新朝日
- 宮町
- 錦町
- 住吉町

- 豊町
- 中央町
- 高砂町
- 橋本町
- 桜町

- 材木町
- 大黒町
- 若葉町
- 東大和町
- 上黒磯

- 末広町
- 弥生町
- 黒磯幸町
- 本町

## 交通
- JR東北本線（宇都宮線）黒磯駅より徒歩10分（約710m）
- 関東自動車板室線 四つ角バス停より徒歩2分（約120m）